# بوشنياكوفو (ساهالين)
بوشنياكوفو (بالروسية: Бошняково) هي مدينة في مقاطعة ساخالين أوبلاست في روسيا.